# یوتی‌سی ۱:۲۴+
زمان‌بندی گرینویچ مثبت ۱:۲۴ (به انگلیسی: UTC+1:24) برای اندازه‌گیری زمان کاربرد دارد که سابقاً به عنوان زمان ورشو کاربرد داشت و به عنوان نصفالنهار ورشو شناخته می‌شود. در ایزو ۸۶۰۱ در سده ۱۹ میلادی برای سرزمین‌های سابق مشترکالمنافع لهستان–لیتوانی داشت در تاریخ ۵ اوت ۱۹۱۵ لهستان از ساعت زمان اروپای مرکزی استفاده کرد.